# Partula rosea
Partula rosea é uma espécie de molusco gastrópode terrestre da família Partulidae.
Foi endémica de Polinésia Francesa, em Huahine. Está extinta na natureza como resultado da introdução da espécie predadora Euglandina rosea.